# 片岡弘鳳
片岡 弘鳳（かたおか こうき、かたおか ひろたか、1955年10月5日 - ）は、日本の俳優、声優。旧名は片岡 弘貴（読み同じ）。茨城県出身。以前はオフィス・マキノ、エム・カンパニー、ブライズヘッドに所属していた。

## 人物・略歴
早稲田大学政治経済学部卒業。昴演劇学校（現：JOKO演劇学校）に入学後、1980年の舞台『一族再会』でデビュー
1981年に劇団昴に入団し。
1991年に昴を退団した後は、テレビドラマを中心に俳優活動を行っている。

## 出演

### テレビドラマ
- 太陽にほえろ!（NTV / 東宝）※片岡弘貴名義
  - 第522話「ドックとボギー」（1982年） - 牧野秀行
  - 第576話「刑事・山さん」（1983年） - 君原泰雄
  - 第605話「離婚」（1984年） - 坂口秘書
  - 第629話「ドリーム」（1984年） - 古賀巡査
  - 第639話「春なのに……」（1985年） - 高野の友人
  - 第699話「優しさごっこ」（1986年） - 立木功
- 必殺仕事人IV 第6話「お加代、商売敵の出現にあわてる」（1983年、ABC / 松竹） - 太田
- 徳川家康（1983年、NHK） - 島津豊久
- 土曜ワイド劇場 （ANB）
  - 「松本清張の寒流」（1983年2月）
  - 「松本清張の高台の家」（1985年4月）
  - 「おかしな二人2」（2002年8月） - 矢崎幸男 役
  - 「温泉医ぽっかや診療所事件カルテ6」（2007年） - 山岡菊夫 役
  - 「司法教官・穂高美子1」（2011年） - 津山猛夫 役
  - 「棟居刑事シリーズ9」（2016年） - 藤堂省造　役
- 相棒（テレビ朝日）
  - 土曜ワイド劇場 相棒・警視庁ふたりだけの特命係3（2001年11月10日） - 山田英雄 役
  - season12 第3話「原因菌」（2013年10月30日） - 阿部勇司 役
- 花嫁衣裳は誰が着る（1986年、CX / 大映テレビ）
- 暴れん坊将軍シリーズ（ANB / 東映）
  - 暴れん坊将軍II 第164話「秘境!湯けむりに消えた女」（1986年） - 佐伯主水正 ※片岡弘貴名義
  - 暴れん坊将軍III
    - 第23話「愛を棄てた女」（1988年） - 松崎圭之助 ※片岡弘貴名義
    - 第65話「ご用心!新さんに愛人疑惑!?」（1989年） - 酒井右京 ※片岡弘貴名義
    - 第107話「みちのく夫婦しぐれ!」（1990年） - 神崎精一郎 ※片岡弘貴名義

  - 暴れん坊将軍IV 第14話「恋の細道、通りゃんせ!」（1991年） - 坪内精四郎 ※片岡弘貴名義
  - 暴れん坊将軍V 第12話「二人妻の用心棒」（1993年） - 笹崎惣十郎 ※片岡弘貴名義
  - 暴れん坊将軍VI 第33話「女賞金稼ぎ 修羅の花道!」（1995年） - 浅葉隆一郎 ※片岡弘貴名義
  - 暴れん坊将軍VII 第3話「母恋し! がまん涙の夢枕」（1996年） - 矢島彦九郎 ※片岡弘貴名義
  - 暴れん坊将軍IX 第38話「天下取りの野望! 吉宗vs宗春涙の対決」（1999年） - 星野織部 ※片岡弘貴名義
  - 暴れん坊将軍X 第12話「一度死んだ私! 仕舞い湯に入る女の秘密」（2000年） - 望月頼母 ※片岡弘貴名義
  - 暴れん坊将軍XI 第6話「お杏が殺した男!?」（2001年） - 奥野主馬 ※片岡弘貴名義
  - 暴れん坊将軍XII 第5話「女盗賊と駆け落ちした町火消し」（2002年） - 狗神の浜蔵 ※片岡弘貴名義
- 特捜最前線 第493話「二人の女・重複した殺意!」（1986年、ANB / 東映）
- 月曜・女のサスペンス 「愛のアリバイ」（1989年、TX）
- 火曜サスペンス劇場
  - 「最終電車を待つ女」（1989年12月、NTV / CTV）
  - 「救急指定病院2」（1994年9月、NTV） - 荻野要介
  - 「検事 霧島三郎6」（1999年4月、NTV）
- はぐれ刑事純情派（1988年） - 榎本昭夫
- 刑事貴族（1990年、NTV / 東宝）
  - 第2話「その時、銃弾がワナを射抜いた」 - 中島
  - 第19話「女、男、そして刑事」
- 月影兵庫あばれ旅 第2シリーズ 第11話「殺しの千里眼!」（1990年、TX / 松竹） - 山崎
- 往診ドクターの事件カルテ（1992年、ABC） - 宮坂院長
- 名奉行 遠山の金さん 第5シリーズ 第29話「満月の夜に人妻が襲われる!」（1993年、ANB / 東映） - 七之助 ※片岡弘貴名義
- 土曜ドラマ（NHK）
  - 遠い国からの殺人者（1995年）
  - 外事警察（2009年12月） - 稲垣
- 金曜エンターテイメント「阿部一族」（1995年、CX / 松竹） - 野村庄兵衛
- 銭形平次 第5シリーズ 第3話「深夜の告白」（1995年、CX / 東映） - 佐渡屋 ※北大路欣也版
- 風の刑事・東京発! 第3話「那須高原行き! 夫を交換した女」（1995年、ANB / 東映）
- 鬼平犯科帳 第7シリーズ 第2話「男のまごころ」（1996年、CX / 松竹） - 田中貞四郎
- 将軍の隠密!影十八 第17話「冷血・暗殺者の仮面をはぐ女」（1996年、ANB）- 片桐刑部
- 金田一耕助の傑作推理「幽霊座」（1997年、TBS / 東阪企画） -  水木京三郎
- 剣客商売（CX / 松竹）
  - 第1シリーズ 第3話「まゆ墨の金ちゃん」（1998年） - 内山又平太
  - 第5シリーズ 第10話「暗殺者」（2004年） - 小田切平七郎
- あぶない刑事フォーエヴァー TVスペシャル'98（1998年8月28日、NTV） - 秋田刑事
- 蘇える金狼（1999年、NTV） - 広澤啓介
- 東海テレビ制作昼ドラマ
  - 風の行方（1999年） - 大庭謙一
  - 女優・杏子（2001年） - 斉藤譲二 役
  - 幸せ咲いた〜結婚相談所物語〜（2003年） - 窪塚雄太郎
  - 美しい罠（2006年） - 川嶋赳夫
  - 金色の翼（2007年） - 迫田文雄
  - 明日の光をつかめ（2010年） - 漆原俊道
- 八丁堀の七人（EX / 東映）
  - 第1シリーズ 第6話「多重人格の女」（2000年2月17日） - 望月源之介
  - 第3シリーズ 第3話「写楽殺し!地獄絵図の女」（2002年1月21日） - 斉藤十郎兵衛
  - 第4シリーズ 第1話「目撃証言を拒む少女!仏を捨てた鬼同心」（2003年1月6日） - 梅沢
  - 第6シリーズ 第5話「北町への挑戦状!死神と呼ばれた女」（2005年2月14日） - 桧山和之進
- 水戸黄門（TBS / C.A.L）
  - 第28部 第23話「最強の敵現る!危うし白鷺城・姫路」（2000年） - 梶山甚内
  - 第32部 第10話「女黄門様は初恋の人・鶴岡」（2003年） - 乾半蔵
  - 第33部 第17話「愛を救った職人魂・山中」（2004年） - 鍛谷喜十郎
  - 第35部 第19話「箱入娘と最強の用心棒・中津」（2006年） - 荒里四郎兵衛
  - 第37部 第1話「将軍御落胤の野望・館林」（2007年） - 森野弥十郎
  - 第39部 第15話「ホラ吹き娘の親孝行!・高千穂」（2009年） - 菊池兵蔵
- 主水之助七番勝負〜徳川風雲録外伝〜 第1話「剣鬼・人面狼之助」（2008年10月20日、TX / 東映） - 山賀玄藩
- 水曜ミステリー9 （テレビ東京）
  - 家政婦春子　他人の不幸は蜜の味−嫁姑　殺意の接点－（2005年10月5日） - 日下正幸 役
  - 警察署長・たそがれ正治郎4「同窓会殺人事件」（2007年8月） - 後藤辰雄
  - さすらい署長 風間昭平10「すみだ業平橋殺人事件」（2013年7月17日） - 橋田
- 月曜ゴールデン「松本清張生誕100年スペシャル・中央流沙」（2009年12月14日、TBS / MBS）
- ドラマスペシャル「越境捜査3」（2011年12月22日、ANB） - 川島昭雄
- 新春ワイド時代劇「忠臣蔵〜その義その愛」（2012年1月2日、TX） - 梶川与惣兵衛
- 木曜ミステリー 科捜研の女 第12シリーズ 第5話（2月14日、テレビ朝日） - 刑事

### 映画
- 忠臣蔵外伝 四谷怪談（1994年、松竹）
- 必殺! 三味線屋・勇次（1999年、松竹）
- 虹の岬（1999年、東宝） - 川田周男
- CROSS（2001年、アップリンク）
- 聯合艦隊司令長官 山本五十六（2011年、東映）
- 天地明察（2012年、松竹）

### 吹き替え

#### テレビドラマ
- ER XI 緊急救命室 #20（ニール〈マーク・ヘンダーソン〉）
- ザ・ホワイトハウス（ミッチー・ブライス商務長官〈アラン・デイル〉）

#### アニメ
- 戦え!超ロボット生命体トランスフォーマー（副官マイスター、射撃手ストリーク、補修員ホイスト、兵士ドラッグストライプ、他）
- ダンボ（カラス）※LD・バンダイ版

### オリジナルビデオ
- 真・仮面ライダー 序章（1992年） - 鬼塚義一/改造兵士レベル3
- 極つぶし（1994年）
- となりの凡人組2（1994年）
- 勝手にしやがれ!!脱出計画（1995年） - 高部
- 日本暴力地帯 美しき野望（1998年）
- 首領への道（1998年 - 2005年） 第5話 - 8話、14話、19話、完結編 - 玉置俊策
- 日本極道史 野望の軍団（1999年）
- 人妻処刑人 殺しとSEXと逃避行（2002年）
- 姉御 ANEGO（2003年） - 勝呂一成
- 真・雀鬼14 プロ雀士秘話!オーラスの向こう側（2003年） - 矢部

### 舞台
- 劇団昴公演
  - 一族再会 （1980年） - 川井五郎※片岡弘毅名義[7]
  - ヘンリー四世 第一部（1982年） - ヘンリー5世
  - ヴェニスの商人（1983年） - バサーニオー[8]
  - スタア（1986年） - 島本匠太郎[9]
  - セールスマンの死（1986年） - ビフ[10]
  - マクベス（1986年） - マクダフ[11]
  - 父をめぐる旅時（1990年） - 子/ナレーター[12]
- 坂東玉三郎特別公演 「長崎十二景」（1983年） - 萩原晃※諸角憲一とのダブルキャスト[13]
- 新橋演舞場
  - 11月特別公演 「黒蜥蜴」（1984年） - 堺[14]
  - 9月公演「 オセロー」（1988年） - キャシオー[15]
- 新劇団協議会公演 島清、世に敗れたり（1985年） - 島田清次郎[16]
- 新劇団協議会30周年記念公演「世阿弥」（1987年） - 足利義嗣[17]
- 南座特別公演 「ハムレット」（1987年） - フォーティンブラス[18]
- 本山事務所公演 「仮名手本ハムレット」（1992年） - 宮内男爵[19]
- T.P.T.プロダクション公演「マクベス」（1996年） - ロス
- 平成9年度芸術祭主催公演「署名人」（1997年） - 赤井某
- 夜想会第22回公演「ハムレット」（1998年） - クローディアス
- 二兎社+世田谷パブリックシアター提携公演「萩家の三姉妹」（2000年） - 本所武雄
- 自由劇場公演「リア王の悲劇」（2004年）

### ラジオドラマ
- NHK FM劇場「ザ・ヘッド・イズ・バッド」（1985年）
- NHK FM アドベンチャーロード「プラチナプラチナ」（1987年）

### その他
- トランスフォーマーテレフォン（マイスター）